# Арлисса
Арлисса Руперт (нем. Arlissa Ruppert), наиболее известна как просто Арлисса (нем. Arlissa; род. 21 сентября 1992, Ханау, Германия) — британская певица немецко-американского происхождения. На её счету три сингла, сотрудничество с Нэсом и включение в опрос Sound of 2013, который проводился компанией BBC.

## Карьера
Выросла в районе Кристал Пэлас. Начала сочинять музыку, ещё обучаясь в старших классах. В возрасте 19 лет она подписала контракт с лейблом London Records, а позже с лейблом Jay Z Roc Nation. По её словам, её друг, с которым она записывала музыку, пригласил людей из London Records к ним в студию для демонстрации материала, и они предложили ей контракт в тот же день. Позже композиции были показаны представителям лейбла Roc Nation в Нью-Йорке, которые также согласились подписать с ней контракт.
Трек Арлиссы «Hard To Love Somebody» заинтересовал одно из музыкальных издательств, которое обратило внимание Нэса на сочинение девушки. Нэс после прослушивания согласился на совместную запись сингла. Арлисса позже отозвалась об их сотрудничестве как «о потрясающем опыте для неё». «Hard to Love Somebody» была выбрана Скоттом Миллсом в качестве песни недели на BBC Radio 1 в ноябре 2012 года. В 2013 году Арлисса была включена в «список перспективных молодых исполнителей, с чьим творчеством следует ознакомиться», по результатам опроса Sound of 2013, проводимом BBC.
Первый официальный сингл Арлиссы «Sticks & Stones» был выпущен 3 марта 2013 года и в отзывах характеризовался как «сильная поп-композиция» и «ритмичный гимн разрыву отношений». Песня заняла 48 место в UK Singles Chart, продержавшись там неделю вплоть до 16 марта 2013 года. В апреле того же года певица перешла от London Records к лейблу Capitol Records UK. 16 декабря 2013 года состоялся релиз песни «Into The Light», которая потом появилась в рекламе компании Littlewoods.
Выпуск альбома был отложен, однако композиции «Braveheart» и «Writing On The Wall» были выложены на странице в Soundcloud. В 2014 году она записала сингл «Stay Up All Night» совместно с бельгийским диджеем Netsky и выступила с этой песней на фестивалях 2014 Reading Festival и SW4. Также певица является фотомоделью и имеет контракт с агентством Next London. В 2017 году Нелли Фуртадо перепела «Sticks and Stones» для своего шестого студийного альбома The Ride
Арлисса стала соавтором песни к-поп-группы BTS «Spring Day». Сингл имел успех, возглавив Gaon Digital Chart и с тех пор превысил 2 500 000+ скачиваний. Песня также получила звание «Песня года» на церемонии вручения премии Melon Music Awards 2017.
В январе 2018 года сотрудничала с британским диджеем/продюсером Джонасом Блю над EDM-версией своей песни «Hearts Ain't Gonna Lie». В марте 2018 года она была выбрана Элвисом Дюраном исполнителем месяца и попала на шоу NBC Today, которое вели Хода Котб и Кэти Ли Гиффорд, транслировавшееся на национальном уровне в США 21 марта 2018 года, где Арлисса исполнила вживую акустическую версию своего сингла.
Арлисса стала соавтором и исполнителем трека «We Won’t Move» для фильма 2018 года «Чужая ненависть», основанного на бестселлере The New York Times по роману Энджи Томас. Она исполнила трек на международной премьере фильма на кинофестивале в Торонто в 2018 году.
В январе 2020 года Арлисса подтвердила название своего дебютного альбома — The Broken Hearted.

## Дискография

### Студийные альбомы
| Название           | Подробности                                |
| ------------------ | ------------------------------------------ |
| Battles            | - Не выпущен - Лейбл: London Records       |
| The Broken Hearted | - Выпущен: TBA - Лейбл: Def Jam Recordings |

### Мини-альбомы
| Название   | Подробности                                         |
| ---------- | --------------------------------------------------- |
| The Lovers | - Выпущен: 12 февраля 2021 - Label: BigBootyRecords |

### Синглы

#### В качестве ведущего артиста
| 2012                                                         | «Hard to Love Somebody» (совместно с Nas) | 165 | —  | —  | Battles (не выпущен) |
| 2013                                                         | «Sticks & Stones»                         | 48  | 89 | —  | Battles (не выпущен) |
| 2013                                                         | «Into the Light»                          | —   | —  | —  | Battles (не выпущен) |
| 2018                                                         | «Hearts Ain't Gonna Lie» (с Джонасом Блу) | —   | —  | 8  | Est. 1989            |
| 2018                                                         | «We Won’t Move»                           | —   | —  | 44 | The Hate U Give      |
| 2019                                                         | «Running»                                 | —   | —  | 12 | The Broken Hearted   |
| 2020                                                         | «Healing»                                 | —   | —  | —  | The Broken Hearted   |
| 2020                                                         | «The House We Live In»                    | —   | —  | —  | The Broken Hearted   |
| 2020                                                         | «Little Girl»                             | —   | —  | —  | The Lovers EP        |
| 2020                                                         | «Old Love»                                | —   | —  | —  | The Lovers EP        |
| 2021                                                         | «Rules»                                   | —   | —  | —  | The Lovers EP        |
| 2021                                                         | «House of Cards»                          | —   | —  | —  | The Lovers EP        |
| «—» означает, что сингл не попал в чарты или не был выпущен. |                                           |     |    |    |                      |

#### В качестве приглашённого артиста
| Год  | Название                                      | Альбом              |
| ---- | --------------------------------------------- | ------------------- |
| 2013 | «Heartbeat» (совместно с Wilkinson и P Money) | Lazers Not Included |
| 2013 | «Long Gone Memory» (совместно с Friction)     | Неальбомный сингл   |
| 2015 | «Something About You» (совместно с TC4)       | Неальбомный сингл   |
| 2016 | "Touch" (Tough Love при участии Арлиссы)      | Past Present Future |

### Прочие появления
| Год  | Песня                                                 | Альбом           |
| ---- | ----------------------------------------------------- | ---------------- |
| 2013 | «You & I» (Crystal Fighters совместно с Арлиссой)     | Cave Rave        |
| 2013 | «Tornare indietro» (Guè Pequeno совместно с Арлиссой) | Bravo ragazzo    |
| 2016 | «Paradise» (Schiller при участии Арлиссы)             | Future           |
| 2016 | «Not in Love» (Schiller при участии Арлиссы)          | Future           |
| 2016 | «Stay Up with Me» (Netsky при участии Арлиссы)        | 3                |
| 2019 | «Eyes Off You» (M-22, Арлисса и Киана Леде)           | Charlie’s Angels |

### Автор и соавтор для других исполнителей
| Год  | Релиз                                | Альбом                    |
| ---- | ------------------------------------ | ------------------------- |
| 2017 | «Spring Day» BTS                     | You Never Walk Alone      |
| 2017 | «First Time» M-22 при участии Медины | Неальбомный сингл         |
| 2019 | «Flickers» Wrabel                    | One of Those Happy People |
| 2019 | «Flames» R3hab, Zayn и Jungleboi     | Неальбомный сингл         |